# Пародонтит
Пародонти́т (от др.-греч. παρα- — «около», ὀδούς — «зуб», лат. -itis — суффикс, указывающий на воспалительный характер заболевания), иначе воспалительное заболевание тканей пародонта, характеризующееся прогрессирующим разрушением нормальной структуры альвеолярного отростка верхних челюстей или(и) альвеолярной части нижней челюсти. Пародонтит распространён достаточно широко, как и другие заболевания пародонта.

## Классификация пародонтита
Классификация пародонтита по МКБ-10 (1997 г.):
Острый пародонтит (К05.2):
К05.20 — периодонтальный (пародонтальный) абсцесс десневого происхождения без свища;
К05.21 — периодонтальный (пародонтальный) абсцесс десневого происхождения со свищом.
Хронический пародонтит (КО5.3):
К05.30 — локализованный;
К05.31 — генерализованный;
К05.32 — хронический перикоронит;
К05.33 — утолщенный фолликул (гипертрофия сосочка).
Классификация по степени тяжести:
легкая — пародонтальные карманы не более 4 мм, деструкция костной ткани межзубной перегородки до 1/3 длины корней, патологическая подвижность 0-I ст;
средняя — карманы от 4 до 6 мм, деструкция костной ткани перегородок на 1/3-1/2 длины корней, патологическая подвижность І-ІІ ст;
тяжелая — глубина карманов более 6 мм, деструкция костной ткани перегородок более ½ длины корней, патологическая подвижность ІІ-ІІІ ст. 
По распространенности:
локализованный (очаговый), генерализованный.

## Клинические проявления
Заболевание проявляется прогрессирующей деструкцией альвеолярных отростков (а именно, зубных ячеек этих отростков). Симптоматика начальных стадий скудна — кровоточивость дёсен, шаткость зубов, иногда — вязкая слюна, налёт на зубах. При активном течении вследствие быстрой деструкции альвеолярных отростков зубы постепенно выпадают.
Более разнообразны клинические проявления при обострении пародонтита: воспаление десны, гнойные выделения из зубо-десневых карманов, неприятный запах изо рта, патологическая подвижность зубов, их смещения. Нередки абсцессы и свищи на десне, увеличение и болезненность подчелюстных лимфатических узлов. Хроническое течение с частыми обострениями пародонтита могут сопровождаться микробной аллергией.

## Этиология и патогенез
Среди причин развития пародонтита выделяют общие (системные) и местные.
- Местные причины:

- Микроорганизмы — наиболее актуальная местная причина пародонтита. Первичным источником их служит зубная бляшка. При тяжелом течении пародонтита чаще всего обнаруживаются Porphyromonas gingivalis, Actinobacillus actinomycetemcomitans, Prevotella intermedia, Treponema denticola.
- Другая доказанная группа причин — травматическая. К ним относятся: травмирующие аномалии прикуса, высокое прикрепление тяжей и уздечек слизистой полости рта, скученность и аномалии положения зубов, гипертонус жевательной мускулатуры.

- Общие причины:

- Соматическая патология (сахарный диабет, иммунодефициты, дефицит витамина D, заболевания кровеносной системы и пр.), сопровождающаяся так называемым «пародонтальным синдромом».
- Кроме того, многие хронические заболевания, не обладая специфическим влиянием на пародонт, предрасполагают к возникновению или отягощают течение хронического пародонтита.

### Факторы риска
На течение пародонтита неблагоприятно влияют отложения зубного камня, неопрятное содержание полости рта, курение. Согласно данным исследователей, сигаретный дым и его компоненты способствуют образованию биопленки, в состав которой входят различные патогенные микроорганизмы, такие как Staphylococcus aureus, Streptococcus mutans, Klebsiella pneumoniae и Pseudomonas aeruginosa. Курение сигарет может повышать вероятность того, что некоторые из этих микроорганизмов не просто усиленно размножаются, но и прочно укрепляются в полости рта, поддерживая хроническое воспаление и болезни пародонта.

### Связь с другими болезнями
Хроническая болезнь почек. В недавних исследованиях показана связь пародонтита с системными заболеваниями, такими как хроническая болезнь почек. Профессор Иэн Чаппл университета Бирмингем в результате исследования данных более 13000 человек обнаружил, что за последние 10 лет уровень смертности у пациентов с хроническими заболеваниями почек был равен 32 % при отсутствии пародонтоза, в то время как у пациентов, страдающих пародонтозом и заболеванием почек, уровень смертности был равен 41 %, что сравнимо с уровнем смертности больных ХБП с диабетом и без.
Болезнь Альцгеймера. Согласно исследованиям Mark Ide, Marina Harris et al., снижение когнитивных функций при болезни Альцгеймера коррелирует с наличием у пациента пародонтита. Исследование опубликовано в журнале PLOS One, и по его результатам, заболевание десен связывают с шестикратным снижением когнитивных функций (выборка 59 человек, длительность наблюдения 6 месяцев). В 2014 году опубликовано исследование, продемонстрировавшее, что в биоптате мозга пациентов с болезнью Альцгеймера обнаруживается бактерия-возбудитель пародонтита en:Porphyromonas gingivalis

## Профилактика
В стадии ремиссии — высокий уровень личной гигиены полости рта, употребление жёсткой, растительной пищи, равномерное участие всех зубов в жевании, своевременное удаление зубных отложений и пломбирование зубов. Для раннего выявления пародонтита необходимо обширное обследование, которое включает сбор сведений, осмотр, зондирование глубины зубодесневых карманов, а также рентгенографию.

## Концепции лечения
1. Консервативная
Закрытый и открытый кюретаж — золотой стандарт пародонтологического лечения. Это этиотропное лечение, в процессе которого удаляется биоплёнка и поддесневой зубной камень, являющиеся причиной заболевания. Закрытый кюретаж предпочтителен при неглубоких карманах (до 4 мм), открытый кюретаж — в более сложных случаях. Результатом такого лечения является, как правило, улучшение состояния, но восстановления утраченной костной ткани не происходит.
2. Регенеративная
Направленная регенерация тканей — потенциально самый многообещающий подход. Возможно восстановление костной ткани, но при определённых условиях. Более успешные результаты у однокорневых зубов и многостеночных дефектов.
3. Резекционная
Резекция костных стенок — самый предсказуемый, но наименее щадящий способ устранения пародонтального кармана. Эстетические результаты лечения не самые приемлемые, оставшаяся костная ткань с жевательной нагрузкой справляется хуже. Поэтому этот подход постепенно устаревает.
4. Альтернативные методы — удаление зуба с последующей имплантацией
В особо тяжёлых случаях следует отказаться от сохранения зубов с неблагоприятным прогнозом и рассмотреть более предсказуемый и надёжный вариант имплантации.

## Цели и результаты пародонтологического лечения
1. Полное восстановление утраченных тканей
Недостижимо. Даже при полном восстановлении зубодесневого прикрепления утраченные ткани не регенерируют полностью.
2. Исчезновение карманов
Возможно формирование нового прикрепления частично за счёт кости, цемента и периодонтальной связки (в апикальных участках). Остальная часть прикрепления создаётся посредством образования соединительного эпителия и сближения соединительной ткани с поверхностью корня. Такое заживление считается очень хорошим результатом пародонтологического лечения.
3. Прекращение потери прикрепления
Карманы остаются, но неглубокие и неактивные. Такой результат достигается во многих случаях и считается удовлетворительным.
4. Устранение или уменьшение клинических проявлений
Регенерации тканей пародонта не происходит, карманы сохраняются, кровоточивость десны прекращается. Такой результат можно рассматривать как частичный успех. Однако для долговременного поддержания такого состояния требуются частые и регулярные контрольные осмотры, а также крайне важна мотивация пациента.

## Лечение

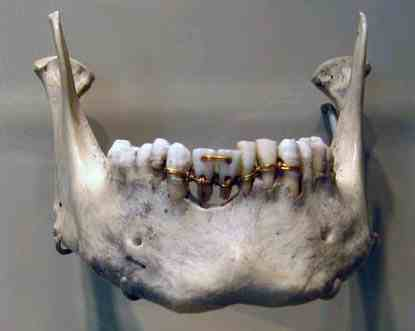
лечение пародонтита (шинирование зубов) в Древнем Египте

Первой фазой пародонтологического лечения является обучение правильной личной гигиене полости рта и контроль достигнутого результата. Лечение пародонтита в значительной степени зависит от мотивации пациента. Если она недостаточная, на успех рассчитывать бесполезно.
Следующий этап — профессиональная гигиена полости рта. Воспаление десны (гингивит) и неглубокие карманы вполне возможно устранить этой несложной процедурой.
Далее после проведения контрольного зондирования (через 2-3 недели) принимается решение о судьбе оставшихся карманов. Пародонтит средней тяжести можно устранить закрытым или открытым кюретажем. При тяжёлых формах можно сразу переходить к направленной костной регенерации либо резекционным методам лечения.
После завершения хирургических процедур лечение не заканчивается. Пациенту необходимо самостоятельно поддерживать высокую планку личной гигиены всю оставшуюся жизнь, регулярно приходить на контрольные осмотры, при необходимости осуществлять профессиональную гигиену полости рта.